# Nika McGuigan
Nika McGuigan (1986. január 4. – Dublin, 2019. július 23.) ír színésznő.

## Filmjei
- Malicious Intent (2000)
- Tudorok (The Tudors) (2007, tv-sorozat, egy epizódban)
- Hollyoaks: The Morning After the Night Before (2009, tv-sorozat)
- Mid Life Christmas (2009, tv-film)
- Dani's House (2010, tv-sorozat, egy epizódban)
- Glory (2010, rövidfilm)
- Pieces (2012, rövidfilm)
- Philomena – Határtalan szeretet (Philomena) (2013)
- Stay (2013)
- A szívhez a gyomron át (The Food Guide to Love) (2013)
- Undeniable (2014, tv-film)
- Play Next Door (2014, tv-sorozat, egy epizód)
- Lost in the Living (2015)
- Traders (2015)
- Mammal (2016)
- Egy eltitkolt élet (The Secret Scripture) (2016)
- Can't Cope, Won't Cope (2016–2018, tv-sorozat, 12 epizódban)